# فرزندم بزرگ شده
فرزندم بزرگ شده یک مجموعه تلویزیونی محصول سال ۱۳۷۵ به کارگردانی غلامرضا رمضانی و تهیه‌کنندگی سیف‌الله داد می‌باشد که از شبکه تهران پخش شد. این مجموعه در قسمت ۳۰ دقیقه‌ای تهیه شد.

## بازیگران
- محمد فیلی
- مریم سعادت
- آتوسا راستی
- امیر نیک‌سرشت
- لادن طباطبایی
- فرهاد جم
- محمدعلی پروین
- سیما خضرآبادی
- پوریا پورامین
- محمد ربانی
- اکرم حاج آقا محمد

## سایر عوامل تولید
- تصویربردار: شاپور پورامین
- دستیار تصویربردار: عزیزالله ارجونی
- طراح صحنه و لباس: سیداحمد ساکت
- موسیقی متن: محمدرضا احمدیان
- مجری طرح: منوچهر محمدی